# Ахмедов, Алишер Фаёзитдинович
Алишер Ахмедов Фаёзитдинович (род. 12 мая 1995, Худжанд, Таджикистан) — таджикский спортсмен, мастер спорта международного класса и заслуженный мастер спорта Республики Таджикистан. Многократный чемпион мира и Азии по тхэквондо ITF и кикбоксингу WAKO.

## Биография
Алишер Ахмедов родился 12 мая 1995 года в городе Худжанд, вырос в Душанбе. В возрасте шести лет начал заниматься спортом. По инициативе отца в 2001 году начал тренировки по тхэквондо ITF, что стало основой его будущей спортивной карьеры.
Образование:
- Начальное образование — школа №66 г. Душанбе (1–4 классы).
- Среднее образование — гимназия «Хотам и П.В» и частная гимназия «Таджикистан».
- Окончил лицей МГУ в Душанбе.
- 2013–2017 — НИТУ «МИСиС», специальность «Автоматизация технологических процессов».
- 2017–2019 — магистратура РТСУ, специальность «Управление информационными технологиями».
- 2020–2023 — юридическое образование в Таджикском национальном университете.

## Спортивная карьера
С 2010 года Алишер Ахмедов представляет Таджикистан на международных соревнованиях по тхэквондо ITF и кикбоксингу WAKO, одерживая победы на чемпионатах мира и Азии.

### Основные достижения
- Абсолютный чемпион Азии среди юниоров (2010, Алматы, Казахстан) — три золотые медали[1].
- Серебряный призёр чемпионата мира среди юниоров (2010, Минск, Белоруссия)[2].
- Чемпион мира среди кадетов по WAKO (2010, Белград, Сербия)[3].
- Четырёхкратный чемпион Азии среди юниоров (2012, Душанбе, Таджикистан)[4].
- Двукратный чемпион мира среди юниоров (2012, Таллин, Эстония).
- Чемпион и бронзовый призёр чемпионата мира среди юниоров по WAKO (2012, Братислава, Словакия).
- Чемпион мира по WAKO среди взрослых (2013, Анталия, Турция)[5].
- Бронзовый призёр чемпионата мира по тхэквондо ITF среди взрослых (2013, София, Болгария).
- Чемпион Азии по тхэквондо ITF среди взрослых (2014, Катманду, Непал).
- Бронзовый призёр чемпионата мира по тхэквондо ITF (2015, Пловдив, Болгария).
- Бронзовый призёр чемпионата мира по кикбоксингу WAKO (2015, Дублин, Ирландия)[6].
- Двукратный чемпион Азии по WAKO (2017, Ашхабад, Туркменистан).
- Двукратный чемпион Азии по WAKO (2018, Чолпон-Ата, Кыргызстан).
- Двукратный обладатель Кубка Азии по тхэквондо ITF (2019, Алматы, Казахстан).
- Серебряный и бронзовый призёр чемпионата мира по тхэквондо ITF (2019, Пловдив, Болгария).

### Итоговые достижения
- Двукратный чемпион мира по тхэквондо ITF.
- Трёхкратный чемпион мира по кикбоксингу WAKO.
- Восьмикратный чемпион Азии по тхэквондо ITF.
- Четырёхкратный чемпион Азии по кикбоксингу WAKO.
- Двукратный обладатель Кубка Азии по тхэквондо ITF.
- Многократный чемпион Таджикистана по обоим видам спорта.
- Непобеждённый в национальных соревнованиях с 2003 года.

## Личная жизнь
Алишер происходит из семьи врачей. Отец — Ахмедов Фаёзитдин Сатимович, врач-наркореаниматолог. Мать — Умарзода Саида Гайрат, врач-онкогинеколог, профессор, первый заместитель министра здравоохранения Таджикистана в прошлом.
Старший брат — Улугбек Ахмедов, бронзовый призёр чемпионата мира по тхэквондо ITF, ныне работает метрологом.
В 2021 году Алишер женился. У него есть сын — Ахмедзода Акбар (род. 23 августа 2022 года).